# Carla Stampfli
Carla Elena Stampfli (* 25. April 1984 in Zürich) ist eine ehemalige Schweizer Schwimmerin, Triathletin und Olympionikin (2004), die heute als Journalistin tätig ist.

## Werdegang
Carla Stampfli besuchte die Kantonsschule Solothurn. Sie erreichte als Leistungsschwimmerin mehrere Schweizer Rekorde. 2003 und 2004 startete sie bei den Kurzbahnweltmeisterschaften.

### Olympische Sommerspiele 2004
Sie nahm an den Olympischen Sommerspielen in Athen 2004 für die Lagenstaffel des Schweizer Schwimmteams teil und belegte den 15. Rang.
2006 startete sie bei den Schwimmeuropameisterschaften in Budapest. 2008 verpasste sie knapp die Olympia-Limite für Peking und sie konzentrierte sich fortan auf ihr Studium in Mailand.

### Triathlon seit 2009
Sie wechselte 2009 zum Triathlon. In Frankreich startete die Solothurnerin beim Grand Prix de Triathlon für den Verein Brive Limousin Triathlon.
2012 gewann sie die Erstaustragung einer nationalen italienischen Meisterschaft auf der Triathlon-Mitteldistanz. Im selben Jahr erklärte die studierte Kommunikationswissenschaftlerin und Dolmetscherin für Englisch, Deutsch und Italienisch ihre aktive Zeit als Triathletin für beendet und sie ist seitdem im Journalismus tätig.

## Sportliche Erfolge
| Datum/Jahr    | Rang | Wettbewerb                                           | Austragungsort       | Zeit     | Bemerkung |
| ------------- | ---- | ---------------------------------------------------- | -------------------- | -------- | --- |
| 1. Mai 2012   | 1    | ITA Middle Distance Triathlon National Championships | Barberino di Mugello |          | Staatsmeisterschaft Mitteldistanz                                                                                    |
| 15. Jan. 2012 | 1    | Ironman 70.3 Pucón                                   | Pucón                | 04:38:03 | Siegerin auf der halben Ironman-Distanz (1,9 km Schwimmen, 90 km Radfahren und 21 km Laufen)                         |
| 16. Sep. 2011 | 3    | Ironman 70.3 Cancún                                  | Cancún               | 04:52:36 | [ 3 ] |
| 20. Jan. 2011 | 3    | Pan American Cup                                     | La Paz (Entre Ríos)  | 02:15:36 | auf der olympischen Distanz (1,5 km Schwimmen, 40 km Radfahren und 10 km Laufen) hinter der Siegerin Charlotte Bonin |

(DNF – Did Not Finish)